# ابزار نجات هیدرولیکی

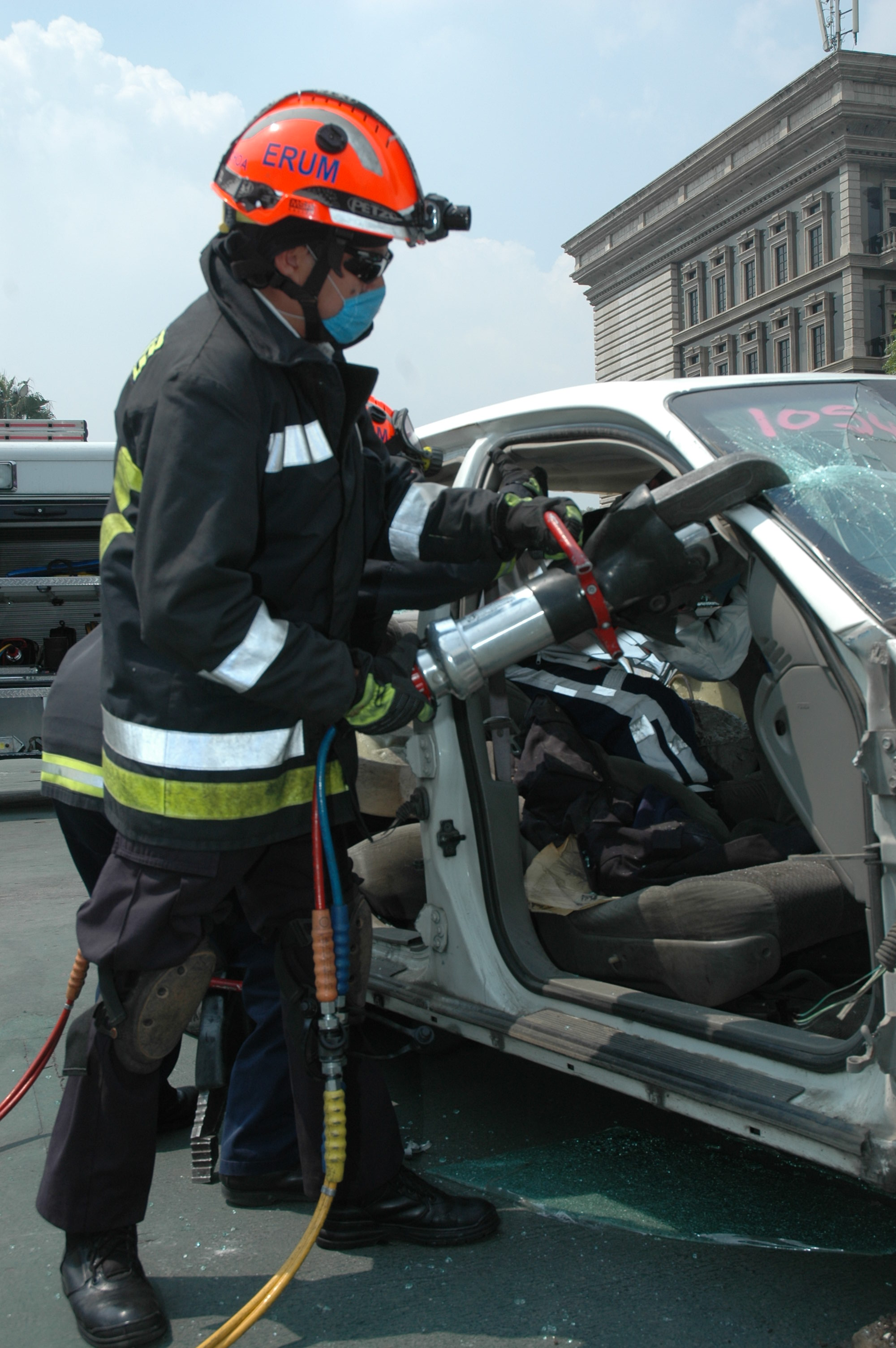
یک آتش‌نشان در حال کار با یک ابزار هیدرولیکی

ابزارهای نجات هیدرولیکی، به دلیل نیروی زیادی که ذاتاً در هیدرولیک می‌توان ایجاد کرد، سهولت استفاده و تنوع محصولات در عملیات‌های امداد و نجات کاربرد دارند. این ابزارها می‌توانند قابل‌حمل باشند یا روی خودروهای نجات سوار باشند. از ابزارهای هیدرولیکی نجات نخستین بار در سال ۱۹۷۲ برای خارج‌کردن مصدومان در خودروهای تصادفی استفاده شد.